# 화명류취초

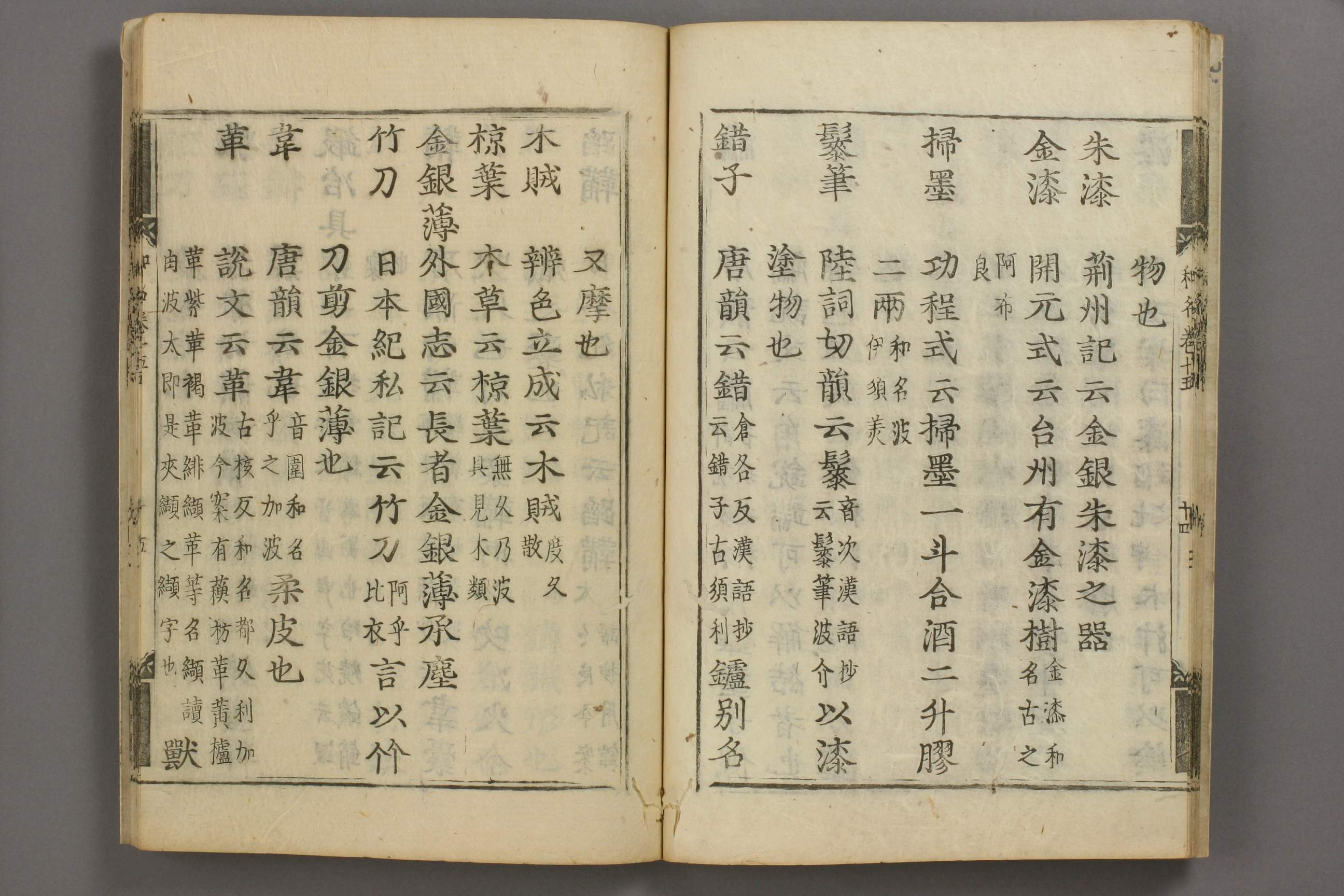

《화명류취초》(일본어: 和名類聚抄)는 일본 헤이안 시대(平安時代) 중기에 저술된 사전이다. 조헤이(承平) 연간(931년 - 938년), 다이고 천황(醍醐天皇)의 다섯째 공주인 긴시 내친왕(勤子内親王)의 요구로 미나모토노 시타고(源順)가 편찬하였다. 약칭은 화명초(和名抄)이다.

## 개요
하나하나의 한자에 일본어를 배치하고 만요가나(万葉仮名)로 해당 일본어에 대응하는 명사의 독법 즉 와묘(和名, 倭名)를 부기하여 한자어(字書・韻書・博物書)를 출전으로 하는 다수의 서적을 인용해서 설명하는 체제를 갖추고 있다. 현대의 국어사전 외에 한한사전(漢韓辭典)이나 백과사전의 요소를 지니고 있는 것이 특징이다.
중국의 분류사전인 《이아》(爾雅)의 영향을 받았다. 헤이안 시대 당시 한자어의 일본어 훈(訓)을 알 수 있는 중요한 자료로 꼽히며, 에도 시대(江戸時代) 국학(国学) 발생 이후 헤이안 시대 이전의 어휘 ・ 어음(語音)을 알 수 있는 자료일 뿐만 아니라 사회 ・ 풍속 ・ 제도 등을 알려주고 있는, 일본의 문학 ・ 어학 ・ 사학의 1급 사료이다.

## 구성
화명류취초라는 제목은 「倭名類聚鈔」「倭名類聚抄」로도 적을 수 있으며, 각자의 표기는 사본에 따라 일정하지 않다. 일반적으로는 「和名抄」「倭名鈔」「倭名抄」라는 약칭으로 불린다.
권수는 10권(또는 20권)으로 그 내용에 큰 차이가 있어 「10권본」, 「20권본」으로 구분되며, 현존하는 사본들은 크게 보아 이 두 가지 계통으로 나뉘는 흐름을 가진다. 《왜명류취초전주》(倭名類聚抄箋注)를 저술한 에도 시대의 고증학자 가리야 에키사이(狩谷棭斎)는 10권본을 저본으로 연구하였으며, 일본의 국어학자 가메다 지로(亀田次郎)는 20권본이 후인이 증보한 것으로 보았다.
한편 20권본은 일본 고대 율령제에 따른 행정구획인 구니(国) ・ 고오리(郡) ・ 사토(郷)의 명칭을 망라하고 있다는 점에서도 일본 역사를 연구하는 기본자료로 꼽힌다. 표기 방식은 구니 - 고오리 - 사토 순이었다(예: 大和国葛下郡神戸郷・山直郷・高額郷・加美郷・蓼田郷・品治（保無智）郷・當麻（多以末）郷)
다만 후세의 연구에서 사토들의 이름에 관해 오기도 적지 않다는 점이 확인되기도 하는데, 예를 들어 무사시 국(武蔵国) 고다마 군(児玉郡)의 기다 향(黄田郷)의 경우, 1986년 사이타마현 혼조 시(本庄市)에서 유적 발굴조사 중에 발견된 방추차에 「武蔵国児玉郡草田郷戸主大田部身万呂」라 새겨진 명문을 통해, 실제로는 기다(黃田)가 아니라 구사다(草田郷)이며 《화명류취초》가 잘못 기재한 것이 판명되었다.